# Sant Feliu de Pallerols
Sant Feliu de Pallerols is een gemeente in de Spaanse provincie Girona in de regio Catalonië met een oppervlakte van 34 km². Sant Feliu de Pallerols telt 1.317 inwoners (1 januari 2016).

## Demografische ontwikkeling
Bron: INE, 1857-2011: volkstellingen
Opm.: In 1857 werd de gemeente San Iscle de Pineda aangehecht; in 1877 werd Les Planes d'Hostoles een zelfstandige gemeente